# Сухи Дол (Травник)
Сухи Дол је насељено место у Босни и Херцеговини у општини Травник. Административно припада Федерацији Босне и Херцеговине, односно њеном Средњобосанском кантону. Према попису становништва из 2013. у насељу је било 513 становника, а већинску популацију чинили су Бошњаци.

## Становништво
По последњем службеном попису становништва из 2013. године у овом насељу живело је 513 становника, а село је било етнички хомогено са већинском бошњачком популацијом.
| Националност | 2013. | 1991.        | 1981.        | 1971.        |
| Бошњаци      | —     | 541 (93,92%) | 471 (92,17%) | 365 (92,64%) |
| Хрвати       | —     | 0            | 5 (0,98%)    | 0            |
| Срби         | —     | 34 (5,90%)   | 34 (6,65%)   | 28 (7,11%)   |
| Југословени  | —     | 0            | 1 (0,19%)    | 0            |
| остали       | —     | 1 (0,17%)    | 0            | 1 (0,25%)    |
| Укупно       | 513   | 576          | 511          | 394          |